# Municipio de Sinclair (Kansas)
El municipio de Sinclair (en inglés: Sinclair Township) es un municipio ubicado en el condado de Jewell en el estado estadounidense de Kansas. En el año 2010 tenía una población de 60 habitantes y una densidad poblacional de 0,66 personas por km².

## Geografía
El municipio de Sinclair se encuentra ubicado en las coordenadas 39°52′13″N 97°59′14″O / 39.87028, -97.98722. Según la Oficina del Censo de los Estados Unidos, el municipio tiene una superficie total de 91.58 km², de la cual 89,5 km² corresponden a tierra firme y (2,27 %) 2,07 km² es agua.

## Demografía
Según el censo de 2010, había 60 personas residiendo en el municipio de Sinclair. La densidad de población era de 0,66 hab./km². De los 60 habitantes, el municipio de Sinclair estaba compuesto por el 100 % blancos. Del total de la población el 0 % eran hispanos o latinos de cualquier raza.